# 비교정치학
비교정치학(比較政治學, 영어: comparative politics)은 정치제도·정치체제·정치과정 또는 정치행태를 '비교방법'에 의존하여 연구하는 학문이다.
비교방법에 의한 정치체제의 연구는 정치학만큼 오랜 역사를 가지고 있다. 헌법을 비교해서 정치체제를 거시적인 차원에서 분류하고 정치변화의 문제를 제기했던 그리스의 아리스토텔레스를 비롯하여, 근래의 비교정치학자 앨몬드(Almond)·엑슈타인(Eckstein) 그리고 앱터(Apter)에 이르기까지 비교방법에 의존하여 정치현상을 구명(究明)하려는 노력 또는 전통은 정치학의 역사를 통해서 큰 비중을 차지해 왔다. 비교방법이 정치학에 있어서는 널리 통용되어 오고 끊을 수 없는 관계를 맺어 온 것은 사실이지만 '비교'의 목적이나 방법이 언제나 동일한 내용의 것이었다고는 볼 수 없다. 앨몬드나 매크리디스(Macridis)가 지적하듯이 18·19세기의 정치사상이나 이론이 비교를 바탕으로 하고 있으나, 그 당시의 이론이 정치현상에 대한 사실 위주의 연구보다는 좋고 바람직한 정치질서를 목표로 하고, 현실을 개혁하는 데 기여할 수 있는 규범적·처방적 내용을 위주로 한 것이었기 때문에, 비교도 자연히 그 목적을 정당화시키는 데 활용되지 않을 수 없었다.
가령 자연법사상이나 사회계약론을 바탕으로 민주주의를 최상의 정치체제로 규정한 다음 그것을 뒷받침하기 위해 비민주적인 정치체제를 대비시키는 방법이 그 한 예가 될 것이다. 이 경우의 비교는 정치체제의 분류를 사실 위주로 시도하고, 각기 체제의 특징을 객관적으로 구명하기보다 민주정치체제의 우월성을 과시하거나 평가하기 위한 목적에서 비민주정치체제를 다루게 되며, 따라서 비교 자체에 큰 의미를 부여하지 않는다. 이러한 추세는 20세기에 이르러 비교정치의 주류를 이루게 되었고, 특히 영국·미국·프랑스의 정치학자의 관심은 가장 이상적인 정부형태로서의 민주정치체제를 갖춘 서구사회의 정부형태를 비교하는 데 집중되었고, 모든 정치체제가 궁극적으로 이 이상적인 체제를 향하여 직선적인 진화과정을 겪게 될 것이라는 가정을 내세우게 되었다. 이러한 가정을 바탕으로 한 비교정부연구에서는 당연히 비서구사회는 물론 심지어 소련 정치체제까지도 배제되는 경우가 허다하였다.
이 추세에 큰 변동을 가져온 두 가지 요인을 들 수 있다면 그 하나는 1920-30년대에 등장한 파시즘과 공산정치체제가 준 큰 충격이요, 또 하나는 2차대전 후 각양각색의 형태를 띠고 나타난 비서구사회의 신생국 정치체제의 등장이다. 이 두 사건 또는 변화는 민주정치의 우수성과 진보성을 신봉했던 서구정치학자에게 큰 충격을 주었을 뿐 아니라, 민주정치체제에 국한해서 다루어 온 '비교정부론'의 근본 전제를 뒤흔드는 결과를 가져왔다 할 것이다. 근래의 비교정치학이 의식적으로 '비교정부'라는 과거의 표현을 회피하고 '비교정치'라는 말로 통일시키려는 추세를 지니게 된 배경에는 이런 역사적 사실이 개재되어 있다.

## 현대 비교정치학의 동향
'비교정부론'이 서구의 정치체제에 대한 개별적 연구 또는 정부구조에 대한 서술에 치중한 데 비해, '비교정치연구'는 국가 또는 정부라는 구체적인 조직체나 제도의 서술보다도 정치체제를 그 사회적·문화적 및 역사전통적인 맥락 속에서 고찰하여 전체적 외형을 파악하는 데 초점을 두게 된다. 그럼으로써 정치체제의 공통점이나 상이점을 그들이 놓여 있는 환경으로서의 사회·문화·전통과 관련지어 비교하려는 것이다. 가령 미국·브라질·독일 및 가나의 대통령제와 의회제도를 비교하려 한다면 이 정치체제가 지니고 있는 헌법의 구성만을 가지고 설명되지 않는 면이 너무 많다. 오히려 이 체제들의 비교가 보다 '뜻있는 것'이 되려면 정당의 성격, 행정관리의 성격, 그리고 주요 사회세력의 기본태도와 같은 요인들을 도입하여 설명할 수밖에 없다.
이러한 비교연구를 통하여 비로소 정치체제에 대한 단순한 기술을 탈피하면서 이러한 정치체제 사이의 차이점에 대한 문제제기, 입증, 체계적 이론의 수립, 그리고 설명의 길이 열릴 수 있는 것이다. 이처럼 정치체제를 넓은 맥락 속에서 파악하려는 것이 비교정치의 새로운 동향인만큼, 정치현상도 과거처럼 정부라는 공식적인 제도를 중심으로 이해하기보다 비공식적인 세력 또는 준정치적(準政治的)인 집단이나 제도까지도 포함시킨 광범위한 현상으로 이해하게 되고, 과거처럼 서구 정치체제 위주의 비교가 아니라 비서구사회의 정치체제까지도 포함시키는 실질적인 의미의 비교를 중요시하게 된다. 특히 비교연구의 대상이 비서구사회의 정치체제까지를 포함하게 되면서 많은 비교정치학자들이 아시아·아프리카·라틴 아메리카 지역에 관심을 돌리게 되었으며 서구문화와 다른 문화적 배경을 지닌 이 지역의 정치체제를 파악하는 방법으로 사회학 및 인류학적 방법이 널리 활용되게 되었다.
특히 인류학은 상이한 문화를 연구대상으로 발달해 온 학문이니만큼 비교정치연구를 위해서도 좋은 길잡이 노릇을 하였고, 서구의 정치체제가 지니고 있는 여러 제도로서의 의회·정당·관료체제가 비서구사회에 도입될 때 발생되는 문제나, 그것이 차지하는 의미를 비(非)서구정치체제의 성격과 문화적 맥락 속에서 파악할 필요성을 느끼게 하였다. 정치체제가 놓여 있는 문화적 맥락을 강조하게 되면서 비교정치연구는 그 체제의 구성원의 가치관이나 사고방식을 형성해 주는 것이 문화 (culuture)이며, 구성원 개개인의 퍼스서낼러티도 문화를 반영하고 있다는 점을 중요시하게 되었다. 따라서 정치체제를 이해하기 위해서는 그것이 놓여 있는 사회의 문화와 국민성 또는 퍼스낼러티에 대한 연구의 필요성을 인식하게 되었다.
한 정치체제의 운영이나 기능에 작용하는 구성원의 인지(認知)·감정·태도 등을 구명하려는 노력은 '정치문화'라는 새로운 단어를 창출케 했고, 이 개념을 활용하여 정치체제의 엘리트 층을 대상으로 하거나 표본추출 방법으로 국민을 대상으로 한 연구가 실시되기도 했다. 정치체제를 사회·문화 및 역사적 전통과의 관련 속에서 파악하고 비교하려는 노력은 자연 사회집단이나 세력과 정치과정과의 관련·연결을 강조하는 경향으로 나타났으며, 사회구조와 정치체제를 관련시켜 정치체제의 유형을 설정하려는 시도가 비교정치학에서 널리 퉁용되게 되었다. 이러한 움직임에 자극을 준 것은 막스 베버(특히 그의 이념형)를 비롯한 여러 사회학자의 이론으로서, 특히 베버의 정통성(正統性) 개념을 바탕으로 한 정치적 권위의 유형이나 톨콧 파스슨의 패턴 변수(pattern Variables) 등이 현대 비교정치학에 미친 영향은 지대하다 할 것이다.
1960년대에 들어서면서 비교정치연구의 관심은 격심한 정치변화를 겪고 있는 신생국의 정치현상에 집중되었다. 현대화의 물결이 휩쓸고 있는 오늘의 세계 속에서 그 충격이 가져온 하나의 중요한 결과가 있다면 신생국의 정치불안정 문제라 할 수 있다. 전후의 자유주의적 추세에 편승하여 의회제도를 채택했던 수많은 신생국이 불과 10년이 경과하기 전에 심각한 부조리와 모순 속에서 빈번한 정변을 겪게 되었고 결국은 의회제도의 실질적인 와해현상을 초래하게 되었다. 나치와 파시즘 그리고 공산주의의 대두로 큰 충격을 받았던 서구정치학자에게 신생국에서 나타난 빈번한 쿠데타 현상은 분명히 또 하나의 큰 충격적인 현상이었을 것이다. 마치 모든 정치체제가 불가피하게 민주정치를 지향하게 되리라는 '민주적 진보론'을 신봉했던 20세기 초의 서구학자들이 바이마르 공화국의 붕괴에서 일대 쇼크를 받았던 것처럼, 전후의 신생국의 전망에 대해 안이(安易)하고 낙관적인 견해를 품었던 서구 정치학자들에게 1960년대의 신생국의 상황은 충격적인 사태였을 것이다.
신생국의 정치불안이 제기한 문제는 정치체제와 사회구조 사이의 문제에 대한 새로운 구명이 필요하다는 것과, 현대화 과정에 휩쓸린 채 그것을 제어하거나 유도하지 못하고 있는 신생국 정치체제의 '능력'에 대한 재검토가 필요하다는 사실이었다. 즉 정치발전에 대한 관심이 그것이다. 정치발전에 대한 연구는 자연히 신생국에게 보다 바람직한 정치질서를 가져오는 데에 필요한 조건의 조성이나 성장의 열쇠를 모색하려는 관심으로 나타났으며, '무엇이 바람직스러운 정치질서이냐'에 대한 해답은 사람마다 다를 수 있다. 아직도 정치발전이라는 개념을 놓고 많은 이견이 대립되고 있는 이유도 충분히 이해할 수 있다.

## 비교정치의 대표적 연구성과
상이한 문화적 배경을 가진 수많은 정치체제를 대상으로 상이점과 공통점을 아울러 강조하여 대상에서 나타나는 현상을 구명하고 설명하려는 움직임이 현대 비교정치연구의 특색이다. 이것은 다시 말해서 오늘의 비교연구의 목적이나 용도가 정부 위주의 비교를 초점으로 했던 '비교정부'연구의 목적보다 더욱 중요한 의미를 지니게 됨을 뜻한다. 즉 과거의 비교가 민주정치체제의 정부기능을 묘사하고, 그 체제의 우월성을 밝히며, 비민주체제와 비교하여 민주체제를 평가하려는 규범적이고 가치정향(價値定向) 또는 편견을 내포한 비교였음에 반해서, 오늘의 비교연구는 정치 현상에 대한 중위이론(中圍理論)이나 일반이론의 수립에 필연적으로 따르게 되는 하나의 절차 또는 기교로서 나타나게 된다.
오늘의 비교연구를 가리켜 준실험적 방법(準實驗的方法)이라 부르는 이유도 여기에 있다. 다시 말해서 광범위한 문화적 맥락을 지닌 모든 정치체제를 사례(事例)로 간주하여, 다양한 성격을 지닌 정치현상 속에서 나타나는 규칙적이고 안정성 있는 현상에 작용하고 있는 요인(또는 변수라고도 부름) 사이의 관계를 구명해 가는 것이 이론이라면, 비교방법은 이러한 이론수립 과정에 불가결한 절차요 기교라 할 수 있다는 것이다. 단순히 시야를 넓혀 주어서가 아니라 이론의 타당성(입증)을 확인하기 위해서도 하나의 정치체제나 약간의 정치체제에 국한시키기보다 다수의 정치체제에 적용해서 검증 또는 입증하는 것이 보다 확실하기 때문이다. 이런 의미에서도 비교정치연구는 독자적인 분야가 아니라 정치이론 수립의 한 수단이요 불가결한 요소라 할 것이다. 마치 자연과학자에게 실험실이 필요하듯 정치체제가 존재하며, 비교연구는 비록 불완전한 것이나마 자연과학에 있어서의 실험실 노릇을 하게 된다.
지금까지 이러한 의미의 비교연구로서 정치이론의 수립에도 크게 기여한 연구의 수는 극히 소수에 불과하며, 대부분의 비교정치연구가 아직도 하나의 특정정치체제에 대한 개체연구의 수준을 벗어나지 못하거나 극소수의 정치체제의 비교로 끝나는 예에 속한다고 보겠다. 대표적인 연구로서는 1960년의 앨몬드(Almond)와 콜맨(Coleman)이 공편한 『개발도상지역의 정치(The Politics of Developing Areas)』와 앱터 (D. Apter)의 『근대화 정치론(The Politics of Modernization)』, 앨몬드와 파웰(Powell)의 공저 『비교정치학(Comparative Politics, A Developmental Approach)』을 들 수 있다. 이 저서들은 명실공히 비교분석을 시도한 것들로서, 전후 비교정치연구의 금자탑을 이룬 노력으로 평가되고 있는 것들이다. 이에 더 추가하여 앨몬드와 버바(Verba)의 공저 『시민문화』 역시 가장 새롭고 정밀한 방법에 의한 비교연구라 할 수 있다.
위에서 지적한 저서들은 『시민문화』를 제외하고는 수십 개의 정치체제를 대상으로 삼거나 적어도 포용할 수 있는 분류도식에 의존하여 비교를 시도한 것들로서 야심적인 업적들이지만, 아직도 분류도식의 타당성 문제가 해결을 보고 있는 것은 아니다. 더구나 수많은 정치체제를 포용할 수 있는 도식(圖式)이 그리 쉽사리 얻어질 수는 없는 것이기 때문에 이 저서들의 결함도 쉽사리 극복되기 어렵다 할 것이다. 이 저서들처럼 고차원의 비교는 아니지만 하나의 문화권을 중심으로 그 속에 형성된 정치체제들의 공통성과 특이성을 부각시키는 데 치중한 것으로 베어(Beer)와 울람(Ulam)의 『정부형태론(Patten of Government)』(서구의 정치체제 비교)가 있고, 아시아 문화권을 배경으로 한 버치(Burch)와 콜(Cole)의 『아시아 정치 시스템(Asian Political Systems)』(중국·일본·인도·파키스탄)이 있으며, 공산정치체제의 비교를 시도한 프리드리히(C. Friedrich)의 『전체주의(Totalitarianism)』나 브르제진스키(Brze-zinski)의 『소비에트블록 전체주의(Soviet Bloc)』가 있다.
이러한 비교연구를 제외하고는 대부분의 연구가 비교연구의 이름 아래 실지로 개체연구의 범위를 벗어나지 못한 것이라 해도 과언이 아니다. 즉 레오나르드 바인더(Leonard Binder)의 『이란：변동사회의 정치발전(Iran：Political Development in a Changing Society)』, 바이너(Weiner)의 『빈곤의 정치(The Politics of Scarcity)』(印度), 페인(Fein)의 『이스라엘의 정치(Politics in Israel)』, 윌슨(Wilson)의 『타일랜드의 정치(Politics in Thailand)』, 미코드(Micaud)의 『튀니지：근대화 정치론(Tuni-sia：The Politics of Modernization)』, 스콧(Scott)의 『과도기의 멕시코 정부(Mexican Government in Transition)』가 하나의 정치체제의 분석에 치중한 것들로서, 다만 이들을 넓은 의미에서 비교정치연구의 일환으로 간주하는 이유는 이들이 과거의 역사적인 서술양식에서 탈피하여 정치체제의 운영을 초점으로 했기 때문이며, 따라서 비교분석을 위한 기본자료를 제공해 준다는 데 있을 것이다.
또한 경우에 따라서는 비교연구에서 활용되어 온 일반적인 도식(圖式)을 특정정치체제에 적용하려는 시도를 취한 연구일 수도 있기 때문에 비교정치연구의 범주 속에 포함시킬 수 있다. 하나의 정치체제를 전체적으로 다루지 않고 그중 가장 중요하다고 생각되는 측면만을 골라 비교하는 연구의 수는 상당한 수준에 달하고 있다. 대표적인 것으로서는 라스웰(Lasswell)의 『비교엘리트론(Comparative Elite)』, 엑슈타인(Eckstein)의 『압력단체론(Pressure Group Politics)』, 존슨(J. Johnson)의 『개발도상국의 군부의 역할(The Role of the Military in Developing Countries)』, 두버거(M. Duverger)의 『정당론(Political Parties)』, 프레이(Frey)의 『터키의 정치엘리트(The Turkish Political Elite)』, 립셋(Lipset)의 『라틴 아메리카의 엘리트(Elites in Latin America)』, 바이너(Weiner)의 『인도의 정당정치(Party Politics in India)』 등을 들 수 있을 것이다. 1960년대에 이르러 가장 두드러지게 나타난 비교정치연구의 업적은 역시 '정치변화' '정치발전'이라는 명목 아래 비(非)서방세계의 정치연구를 목적으로 진행된 집단적 연구를 꼽아야 할 것이다.

## 전망
궁극적으로 보아 비교정치연구의 사명은 정치학연구를 보다 세련되고 풍부한 학문으로서 발전시키는 데 기여하는 일이다. 보다 신빙성 있고 확실성 있는 비교방법의 도입을 통해서 정치학연구의 향상에 이바지하는 것이 그 목적이라 할 것이다. 그러기 위해서는 다양하고 복합적인 여러 정치체제에 대한 자료와 정보를 가장 적절히 정리할 수 있는 분류도식의 개발이 필요하며, 이것은 정치이론과 가장 긴밀한 연관 속에서만 가능할 것이다.
이미 지적한 대로 가장 포괄적이고 고차원의 비교를 시도한 비교연구가 앨몬드와 앱터의 연구물이라는 점과, 그것들이 역시 분류도식에 있어서 만족스럽지 못한 것이라는 사실에 비추어 보아도, 그러한 고차원의 분류도식에 의한 비교연구가 빠지기 쉬운 '피상적'이라는 결함을 피하기 위해서도 제한된 수의 정치체제를 대상으로 한 철저한 비교연구에서 가설을 검증한 다음, 보다 많은 수의 체제를 포함한 연구로 발전시키는 과정이 바람직스럽다 할 것이다. 즉 '비교 가능한'체제를 골라내는 일, 제한된 수의 비교 가능한 체제간의 연구에서 이론을 체계화시키고, 그것을 보다 많은 수를 대상으로 한 통계적 방법으로 입증하는 방법이 더 많이 활용되어야 할 것으로 본다.
'비교 가능한 체제'의 선택기준(選擇基準)도 지금처럼 지역적인 요인을 중요시하되, 아울러 다른 지역에 놓여 있되 성격적으로 유사성이 많은 체제도 포함할 필요가 있다. 이러한 중위이론(中圍理論)의 수립이 실효를 거두어야 '지배적인 개념도식(槪念圖式)을 소유하고 사회행동에 대한 관찰에서 제일성(齊一性)을 추출하려는 포괄적 고찰'로서의 일반이론 수립에의 길도 보다 견고히 다져질 수 있을 것이다. 일부 학자에 의한 성급한 계량화(計量化)의 움직임은 이러한 과정을 무시한 데서 오는 것이나, 현단계에 있어서 보다 질적 차원에 중점을 두는 비교연구가 실효를 거둘 수 있을 것으로 생각된다. 정치변화에 대한 연구는 앞으로도 계속해서 비교정치연구의 주관심사가 될 것이다.
지금까지의 정치발전연구가 하나의 정치체제의 자원·역량·능력에 치중하는 나머지 그것이 놓여 있는 국제환경과 그 외적 요인의 작용이 경시되어 왔으나, 앞으로의 연구는 정치체제의 국내정치적 분석만이 아니라 국내·국제정치적 측면을 결부시킨 정치변화 연구가 강조될 것으로 보인다. 결국 정치체제가 겪는 중요한 변화를 그것이 처해 있는 국제환경에서 일어나는 변화와 분리시킬 수 없기 때문이다. 지금까지의 비교정치연구가 국제정치요인을 항수(恒數)로 간주하려 한 것처럼 국제정치연구 역시 정치체제를 항수로 여기는 경향이 있었으나, 이와 같은 관점은 점차로 그 타당성을 상실해 가고 있는 것이다.

## 같이 보기
- 개브리얼 아먼드